# 扎爾科夫斯基區
55°50′38″N 32°15′46″E / 55.84389°N 32.26278°E
扎爾科夫斯基區（俄语：Жарковский район），是俄羅斯的一個區，位於該國西部，由特維爾州負責管轄，面積1,625平方公里，2010年該區人口6,132，人口密度每平方公里3.77人。